# Вьяра
Вья́ра (англ. Vyara, гудж. વ્યારા) — город и муниципалитет в индийском штате Гуджарат. Административный центр округа Тапи, созданного в 2007 году главным министром Гуджарата Нарендрой Моди. Расположен в 300 км к северу от Мумбаи, на высоте 69 метров над уровнем моря.
Население города по данным на 2001 год составляло 36 213 человек. Основные языки — гуджарати и хинди.
В прошлом город находился на территории туземного княжества Барода, которым управляли Гаеквады. В городе до сих пор сохранилась крепость, ранее принадлежавшая семье Гаеквадов. В городе проживает большое количество мигрантов из Раджастхана и Уттар-Прадеш.
Вьяра — родина бывшего главного министра Гуджарата Амарсингха Чаудхри.